# Камакура
Камакура (на японски: 鎌倉時代) е период от японската история, датиращ от 1192 до 1333 г. През него е създадена здравата основа на феодализма в Япония. Наречен е по името на града, в който Минамото но Йоритомо установява щаб-квартира на военното си правителство, познато под името шогунат Камакура. След решителната си победа над съперническия род Тайра при Даноура през 1185 г., Йоритомо създава собствена военна администрация (бакуфу), която да служи заедно с императорския двор. През 1192 г. властта му получава императорското одобрение, а той получава официалната титла шогун (наследствен военен диктатор). По това време се появяват първите самураи в Япония.
След смъртта на Йоритомо през 1199 г., обаче, реалната власт във военната администрация попада в ръцете на членове на клана Ходжо, които играят ролята на шогунски регенти през останалата част от периода Камакура. Два опита за нахлуване на монголците през 1274 и 1281 г. са осуетени от японските войски с помощта на местните тайфуни, които покосяват вражеския флот. Финансовите разходи за защита срещу монголското нашествие, обаче, изостря вътрешните слабости на режима. Въстанието на император Го-Дайго срещу шогуната Камакура през 1331 г. и последвалите вътрешни борби водят до рухване на военната администрация през 1333 г.
Културата на Камакура като цяло е определена от възхода на военната класа, която притежава бойни умения и поставя най-високо идеалите на дълг, лоялност и храброст. Практиката на ритуално самоубийство (сепуку) и култът към меча се появяват през този период. Дзен будизмът, който набляга на дисциплината, концентрацията и прякото действие, има голямо влияние, тъй като приляга на воините, докато други нови секти набират популярност сред селячеството. В литературата, военните хроники, които романтично описват героичните и често неуспешни подвизи на известни воини, се развиват във важен жанр.